# لينكولن تيت
لينكولن تيت (بالإنجليزية: Lincoln Tate)‏ هو ممثل أمريكي، ولد في 1 ديسمبر 1934 في الولايات المتحدة، وتوفي بنفس المكان في 16 ديسمبر 2001.

## وصلات خارجية
- لينكولن تيت على موقع IMDb (الإنجليزية)
- لينكولن تيت على موقع ألو سيني (الفرنسية)
- لينكولن تيت على موقع أول موفي (الإنجليزية)
- لينكولن تيت على موقع قاعدة بيانات الفيلم (الإنجليزية)
- لينكولن تيت على موقع كينوبويسك (الروسية)